# مردم زمستانی
مردم زمستانی (به انگلیسی: Winter People) یک فیلم سینمایی آمریکایی در ژانر درام عاشقانه محصول سال ۱۹۸۹ به کارگردانی تد کاچف و بازیگران اصلی این فیلم کرت راسل و کلی مک‌گیلس می‌باشند.

## بازیگران
- کرت راسل در نقش ویلند جکسون
- کلی مک‌گیلس در نقش کولی رایت
- لوید بریجز در نقش ویلیام رایت
- میچل رایان در نقش دروری کمپبل
- جفری میک به عنوان کول کمپبل
- دان مایکل پال در نقش یانگ رایت
- لانی فلاهرتی در نقش گادگر رایت
- آیلین راین در نقش آنی رایت
- آملیا برنت در نقش پائولا جکسون
- دیوید دوایر در نقش میلتون رایت

## انتقادها
این اثر سینمایی با استقبال ضعیف از منتقدین روبرو شد.